# Tipula (Pterelachisus) famula
Tipula (Pterelachisus) famula is een tweevleugelige uit de familie langpootmuggen (Tipulidae). De soort komt voor in het Palearctisch gebied.